# لوران والر
لوران والر هو مبارز بالسيف سويسري، ولد في 28 ديسمبر 1966.

## وصلات خارجية
- لوران والر على موقع الاتحاد الدولي للمبارزة (الإنجليزية)
- لوران والر على موقع أوليمبيديا (الإنجليزية)